# Кофлер, Адельгейд
Адельгейд Кофлер (нем. Adelheid Kofler, в девичестве — Шашек нем. Schaschek; 24 июня 1889, Хаугсдорф, Холлабрунн — 27 июля 1985, Инсбрук) — австрийский изобретатель, минералог и офтальмолог. Она работала аспиранткой/доктором медицинских наук в Венском университете.

## Биография
После окончания государственной школы в Амштеттене, Адельхайд Шашек училась с 1903 по 1907 года в муниципальном женском лицее в Брно, и с 1907 по 1911 года - в Венском университете. В 1911 году она сдала экзамен на должность учителя, давший ей право преподавать математику, естествознание и физику молодым ученицам лицеев. В 1912 году она сдала экзамен, давший ей право преподавать в педагогических институтах и в высших школах для девочек. Затем она преподавала в женском лицее в венском районе Мариахильф.
Под руководством Фридриха Иоганна Карла Бекке она работала над докторской диссертацией по минералогии и в 1913 году получила степень доктора философии в Венском университете. Начиная с 1917 года она изучала медицину в том же университете, получив степень доктора медицины в 1921 году, специализируясь на офтальмологии.
В том же году она вышла замуж за фармаколога Людвига Кофлера (1891–1951) в Вене.
В 1925 году Адельгейд переехала с семьей в Инсбрук. С начала 1930-х годов она помогала мужу в его исследованиях в Институте фармакогностики Инсбрукского университета. Используя свои знания минералогии, она проводила исследования поведения смешанных кристаллов во время плавления и кристаллизации. Вместе со своим мужем она разработала термомикроскоп Кофлера (термомикроскоп) и Термостол Кофлера. Большая часть её исследований была сосредоточена на полиморфизме, в сотрудничестве с коллегой-исследователем Марией Кунерт-Брандштеттер.

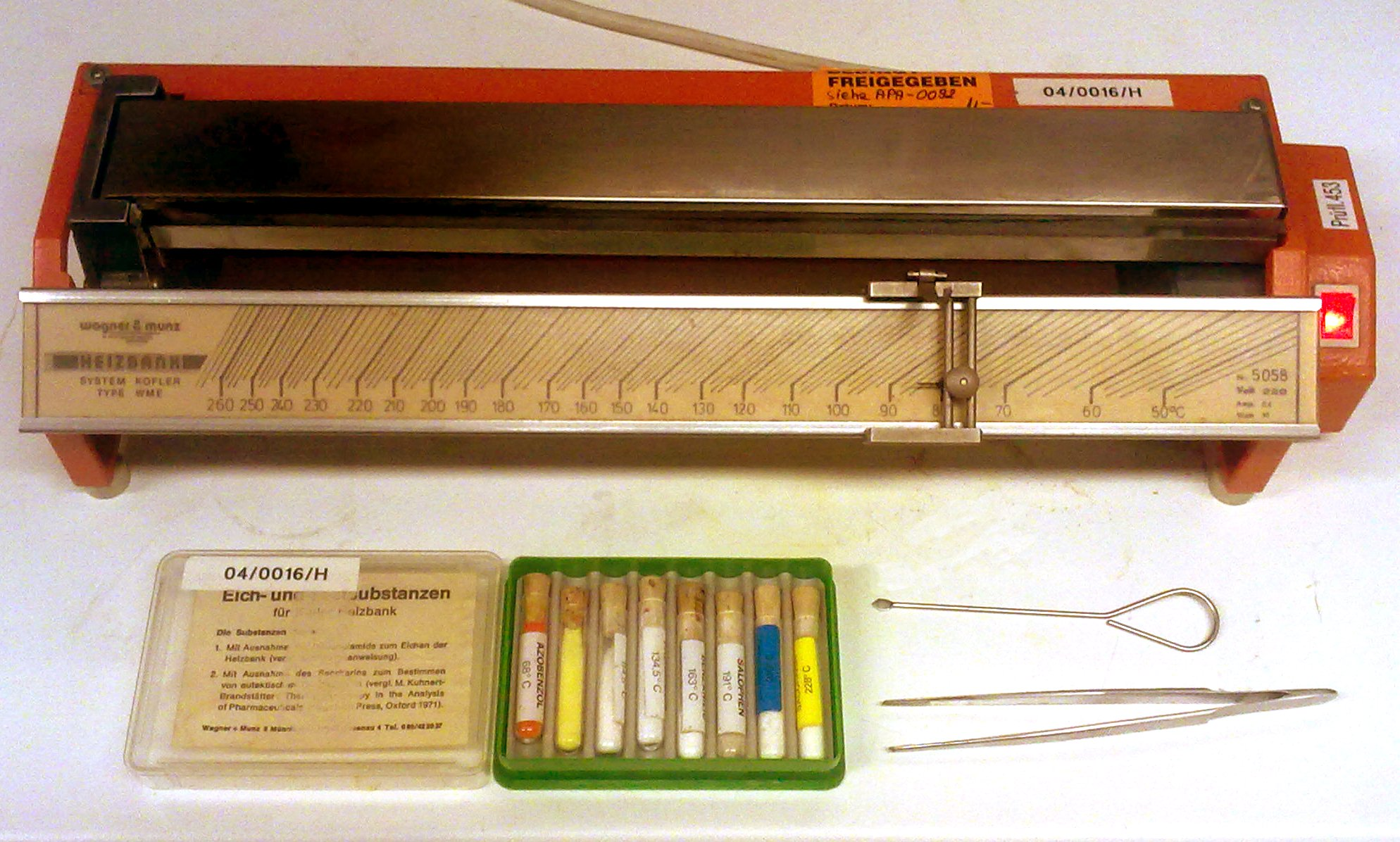
Термостол Кофлера с образцами для калибровки

Исследования Кофлеров, проводимые совместно, объединили академические возможности обоих ученых.
Затем Людвиг сообщил о методе определения показателя преломления с использованием своего термостола: неизвестное смешивали с несколькими фрагментами одного из 23 различных сортов стекла; отличия исчезали, когда показатели преломления стекла и расплава совпадали. Развивая эти идеи дальше, Кофлеры разработали микромасштабную версию метода молекулярного массы Раста, с камфорой и неизвестным вместе на нагретом столике. Тогда Адельгейд поместила два вещества рядом на столик и могла наблюдать, как они плавятся по отдельности, и наблюдать за их взаимодействием на границе разделения. Это привело к исследованиям сокристаллов и эвтектики. Микрофотографии иллюстрируют эти великолепные работы.
У Кофлеров были дочь Эрика (1922–2012) и два сына, Хельмут и Вальтер (р. 1928), которые проводил исследования вместе со своим отцом в конце 1940-х и начале 1950-х годов. Её муж покончил с собой в 1951 году.

## Награды и достижения
- Премия Фрица Прегля[англ.] — 1954
- Австрийский почётный знак «За науку и искусство» 1 класса — 1980